# Cattedrale di San Nicola (Sassari)
Il duomo di Sassari, anche noto col nome di Primaziale di San Nicola, è la chiesa principale della città di Sassari. Si trova nel centro storico, in piazza del Duomo.
Comunemente chiamato duomo o Primaziale, il tempio è sede della cattedra dell'arcivescovo metropolita dell'arcidiocesi di Sassari. Dedicata a san Nicola di Myra, la cattedrale è anche una chiesa parrocchiale della città.

## Storia

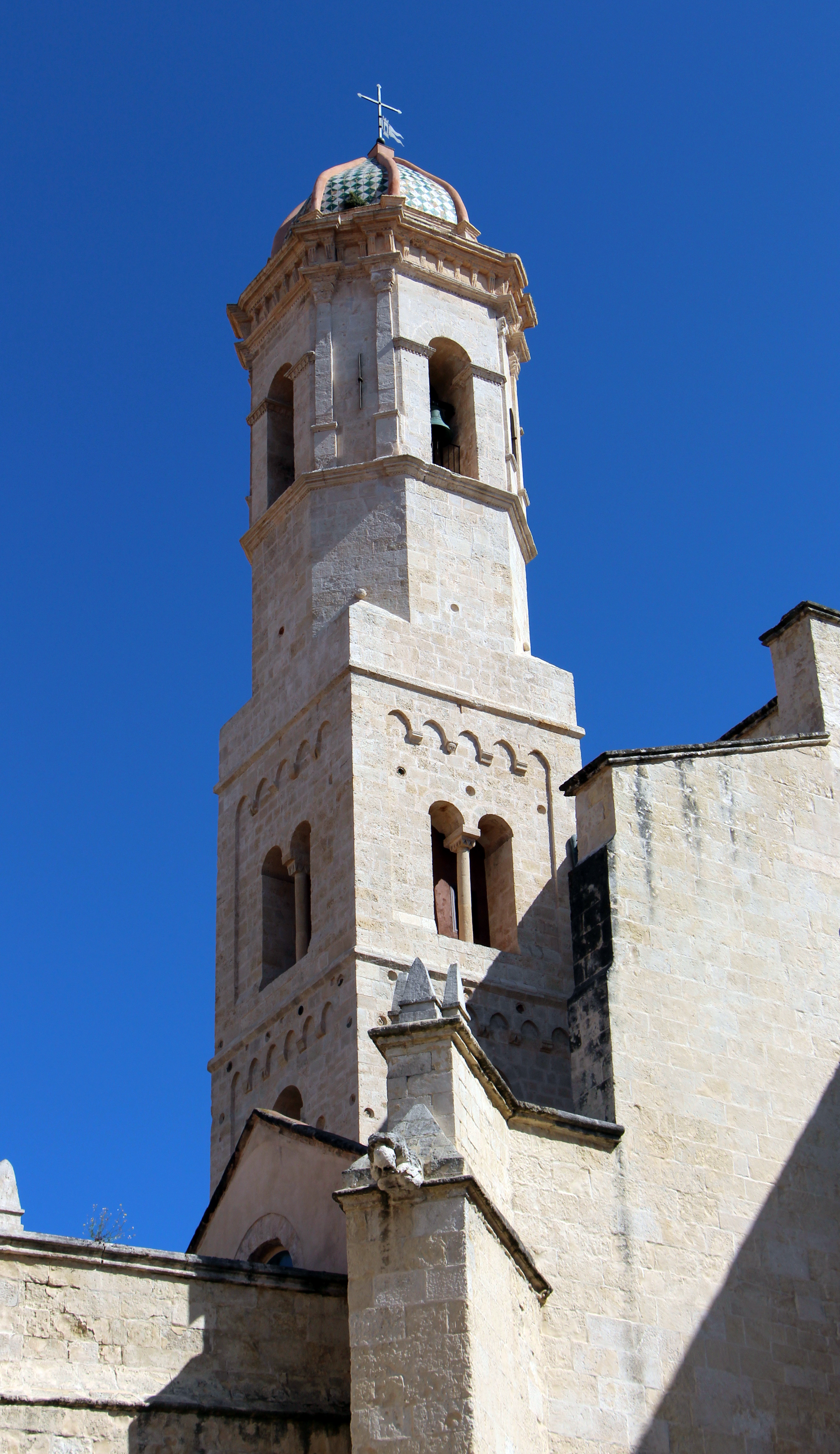
Torre campanaria

L'esistenza di una chiesa dedicata a san Nicola a Sassari si fa risalire al XII secolo, essendo citata in un documento monastico, il Condaghe di San Pietro di Silki, ma in realtà sorge su un preesistente edificio romano e paleocristiano, i cui resti sono visibili sotto l'attuale abside e nel transetto sinistro. Tale chiesa venne ricostruita nel XIII secolo in stile romanico pisano.
La chiesa di San Nicola rimase l'unica parrocchiale di Sassari fino al 1278, anno in cui furono istituite altre parrocchie in città. Tra il 1435 e il 1518 la chiesa venne radicalmente rinnovata in stile gotico – catalano, in seguito al trasferimento della cattedra vescovile da Porto Torres a Sassari nel 1441, anno in cui la pieve di san Nicola venne innalzata al rango di cattedrale.
Nel XVII secolo venne demolita la prima delle tre campate del tempio, per problemi di stabilità.
Tra il XVII e il XVIII secolo si edificò l'attuale facciata della cattedrale, in stile barocco.

## Descrizione

### Esterno
La cattedrale si presenta con un alto campanile, che si eleva sul fianco sinistro, la cui base, a canna quadrata, ornata da archetti pensili, bifore e monofore, costituisce quasi tutto ciò che resta dell'antica pieve romanica. Al di sopra, il campanile si innalza ancora con una snella torretta ottagonale fornita di cupola, aggiunta nel Settecento.
Caratterizzano l'esterno del duomo anche la cupola semisferica e i doccioni, che sporgono lungo i fianchi, alcuni originali della ricostruzione gotica del quattro - cinquecento, altri rifatti in epoche successive.
L'elemento però che più colpisce è il prospetto principale del tempio (alto più di 30 metri e il più imponente in Sardegna), in stile barocco, col suo trionfo di decorazioni. Tale facciata è distinta in tre livelli: nel primo si apre un portico a tre archi a tutto sesto, nel secondo tre nicchie riccamente ornate ospitano le statue dei tre santi martiri turritani, nel terzo e ultimo si apre la nicchia con la statua di san Nicola. Chiude la facciata una scultura del Padreterno, all'apice del fastigio curvilineo.

### Interno

#### Navata

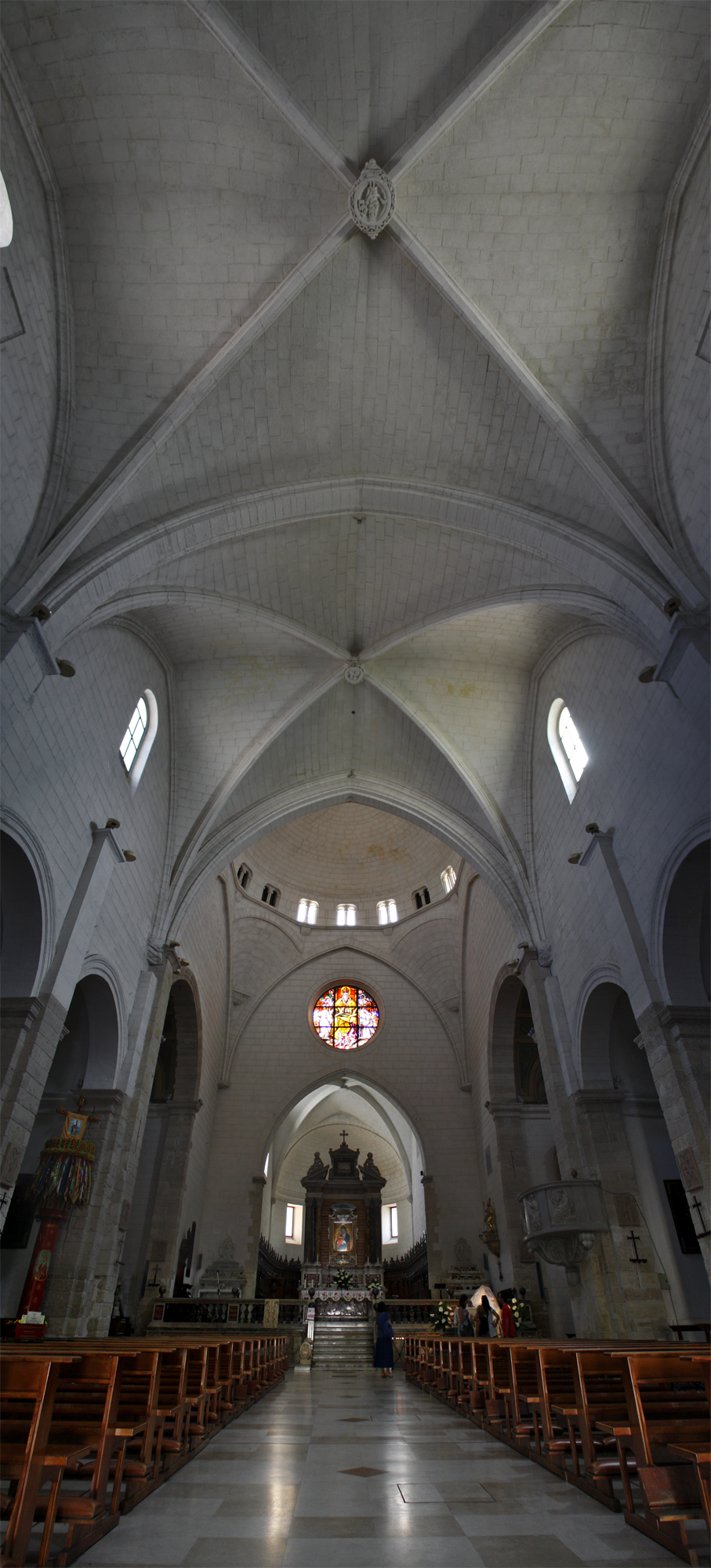
Interno

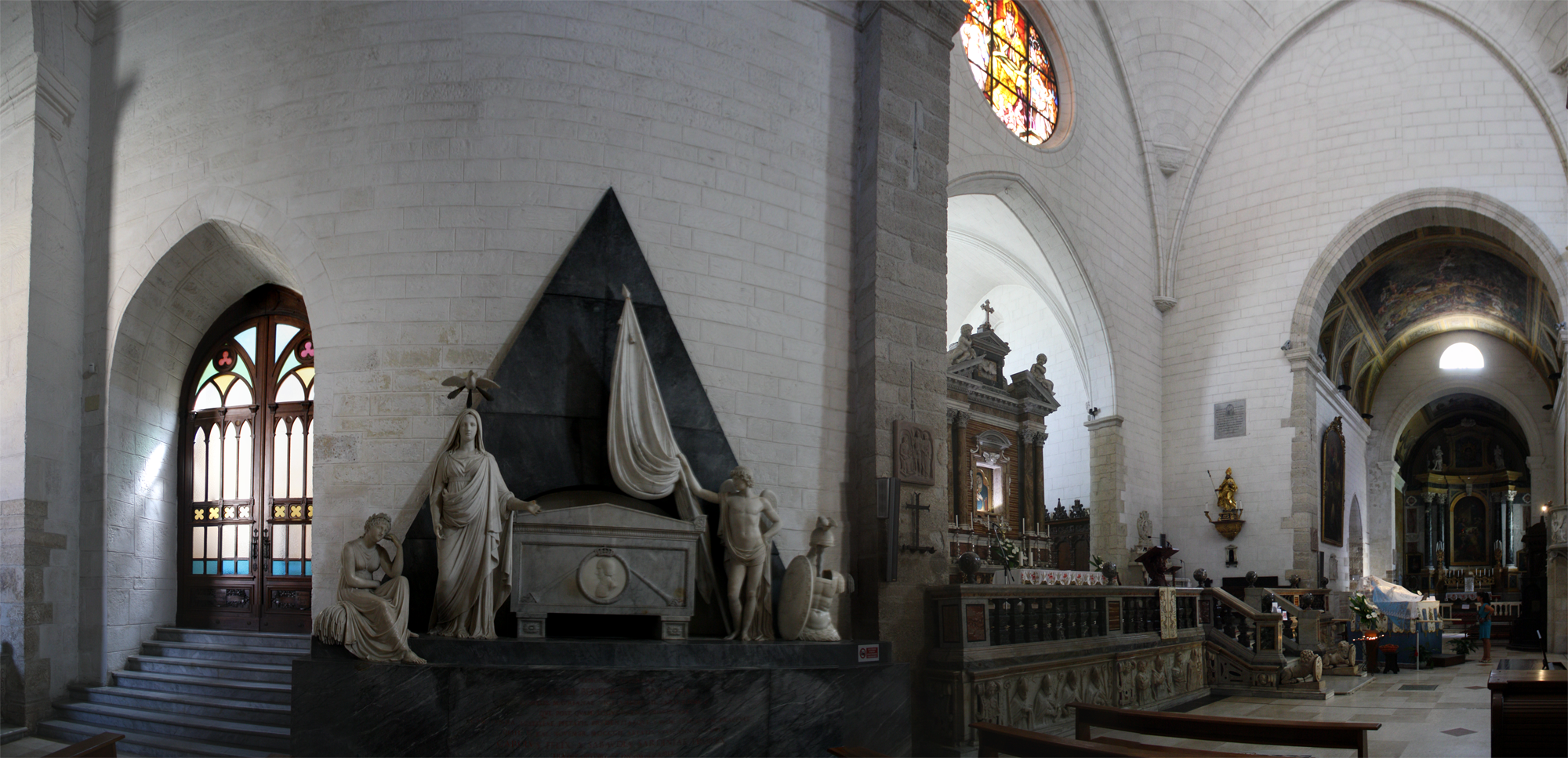
Mausoleo di Placido Benedetto di Savoia

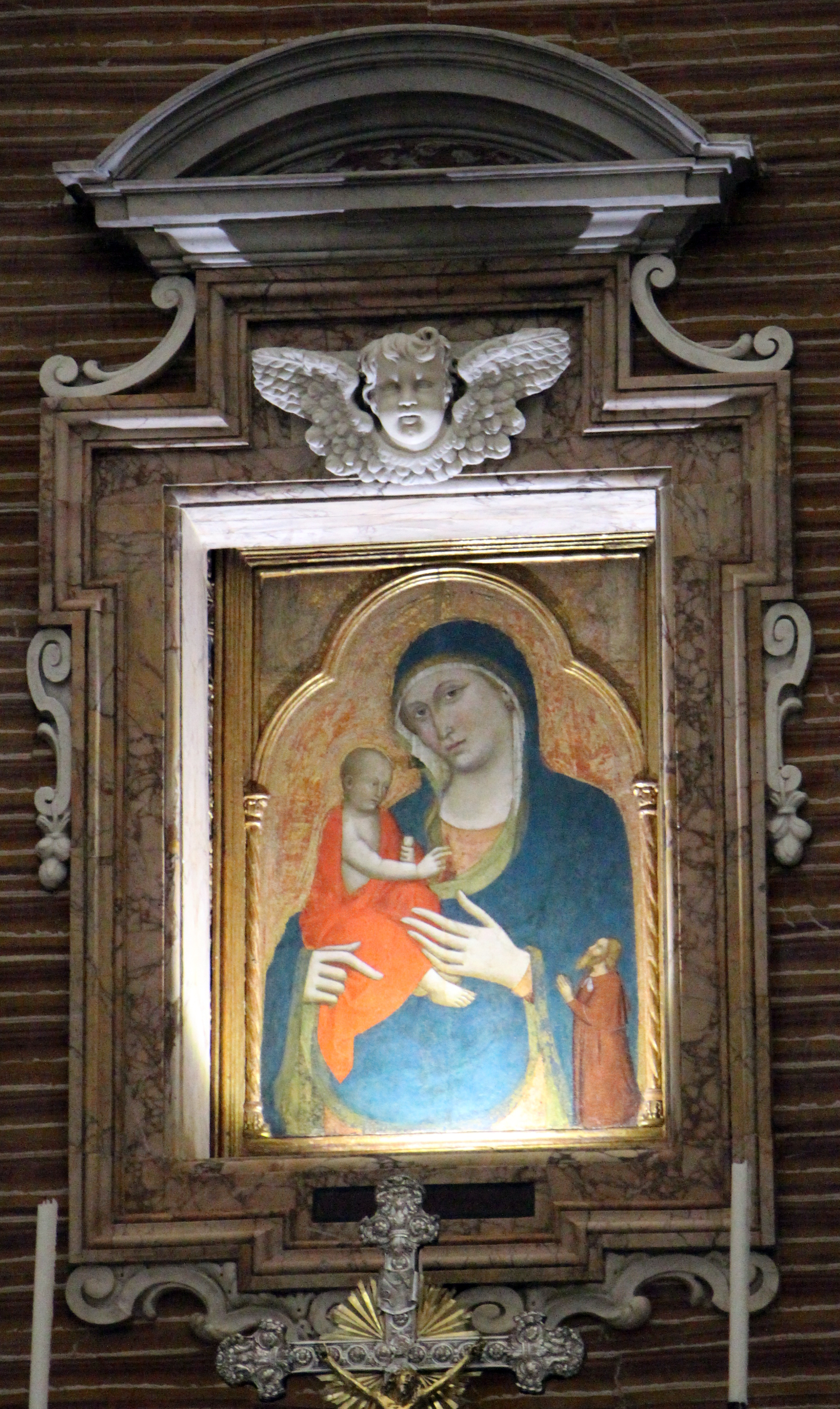
La Madonna del Bosco sull'altare maggiore, di scuola senese del Trecento

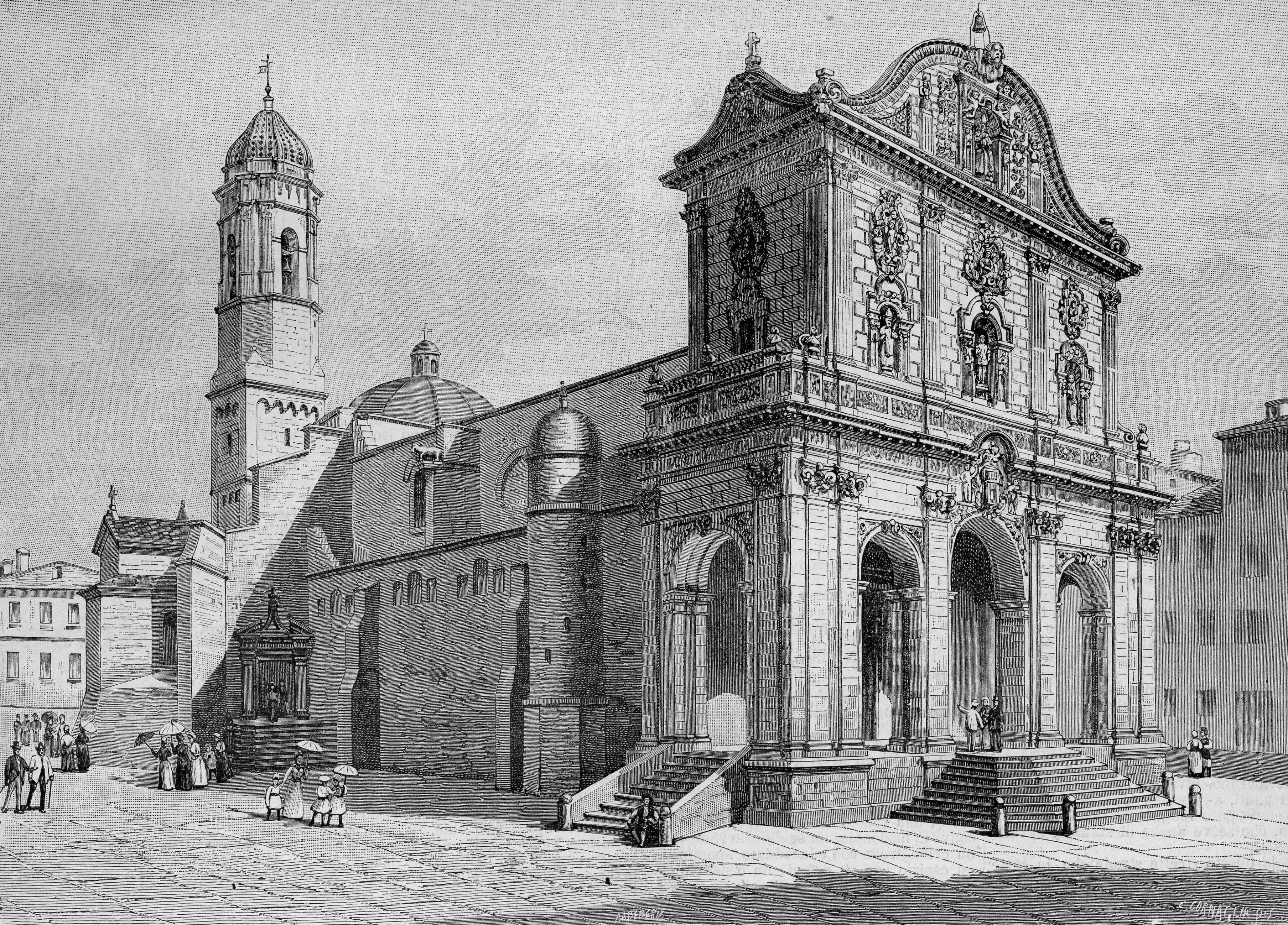
La cattedrale di San Nicola in una xilografia di fine Ottocento

Superato il portico, voltato a crociera stellata, si accede al duomo dal portale principale.
L'interno è ampio, a una navata, divisa in due campate da arcate ogivali, su cui si impostano le volte, a crociera delineate da costoloni, erette in due fasi tra il 1430 e il 1505 in stile tardo-gotico catalano. Lateralmente si aprono otto cappelle, due per campata, alle quali si accede attraverso archi a tutto sesto.
Nella seconda cappella a destra, dedicata ai Santi Cosma e Damiano, è una preziosa pala d'altare attribuita a Carlo Maratta con il Martirio dei Santi Cosma e Damiano, databile al primo decennio del Settecento. Accanto, a sinistra, è un affresco con Sant'Antioco martire databile al 1614 circa ed attribuibile al fiorentino Baccio Gorini.
In fondo, all'altezza dell'ultima cappella a destra, si trova il pulpito marmoreo scolpito da Giuseppe Gaggini nel 1840 in forme neoclassiche; sul parapetto, semicircolare, sono rappresentati in bassorilievo i quattro evangelisti.

#### Transetto
Oltre la seconda campata si innesta il transetto, al centro del quale, sopra un ampio ambiente quadrangolare, si innalza la cupola semisferica, di gusto rinascimentale, su quattro pennacchi angolari, impostati su mensole con sopra scolpiti gli emblemi dei quattro evangelisti, di cui oggi rimane solo l'aquila di San Giovanni. Lungo il tamburo della cupola si aprono sedici bifore, di gusto gotico - catalano, tra le quali alcune sono cieche.
Nel transetto si aprono due cappelle, in cui si trovano due imponenti altari marmorei.
- Braccio destro

Nel Braccio destro si trova la cappella del Santissimo Sacramento, con un altare del XIX secolo, scolpito tra il 1818 e il 1820 da Francesco Orsolino e Giacomo Gaggini in forme tardobarocche, con qualche concessione al neoclassicismo; l'altare ospita una tela, rappresentante la Coena Domini, dipinta dal Marghinotti nel XIX secolo. Del gruppo scultoreo di questo altare facevano parte anche le due statue di santi vescovi, oggi collocate sulla controfacciata, in due nicchie. 
Sono importanti anche l'altare marmoreo dedicato a San Michele Arcangelo e la cappella di San Filippo Neri, sede dell'omonima congregazione sacerdotale diocesana. 
- Braccio sinistro

Nel braccio sinistro si trova la cappella intitolata a sant'Anna, con l'altare del XVIII secolo.

Il braccio sinistro del transetto ospita anche il gruppo scultoreo del Mausoleo di Placido Benedetto di Savoia, conte di Moriana, opera marmorea di Felice Festa in stile neoclassico, del 1807.
Un'altra cappella ospita l'interessante dipinto della Madonna del Tempietto, realizzata nel 1626 dal pittore sassarese Diego Pinna. Sono anche interessanti i retabli delle cappelle di Santa Lucia (con l'urna contenente le reliquie di santa Benedetta prelevate dalle catacombe romane e donate al Generale dei Serviti Giorgio Sotgia Serra sassarese) e Sant'Eligio. Nella cappella del battistero si nota il dipinto di Vittorio Amedeo Rapous raffigurante Il Battesimo di Cristo

#### Presbiterio e abside
Al centro del transetto, sotto la cupola, si trova il presbiterio.
L'area presbiterale, nella sistemazione tardo seicentesca, è sopraelevata rispetto al piano dell'aula e chiusa da una balaustra in marmo. Dello stesso materiale sono i due leoni, posti ai lati della scala di accesso. La base della balaustra è decorata con bassorilievi raffiguranti i santi martiri turritani.
In marmo è anche l'altare maggiore, del 1690, di gusto classico, caratterizzato da due coppie di colonne, con capitelli di ordine corinzio, reggenti una trabeazione, sopra il quale è un timpano spezzato con al centro un'edicola e la colomba raffigurante lo Spirito Santo. Sull'altare è esposta la tavola del XIV secolo, detta Madonna del Bosco, pregiato dipinto di scuola senese.
Dietro l'altare si apre l'arco ogivale che immette nell'abside, costituita da due ambienti: il primo ambiente, a pianta quadrata, voltato a crociera gotica, originario della ricostruzione del XV e XVI secolo, il secondo ambiente, semicircolare, voltato a quarto di sfera, del XVIII secolo.
L'abside ospita un interessante coro ligneo, intagliato da artigiani locali nel XVIII secolo. Sempre nel coro, un piccolo sacello, visibile sino agli ultimi restauri, ospitava le reliquie di Sant'Antioco di Torres (raffigurato in un medaglione sulla monumentale facciata e in un affresco interno), rinvenute nel 1614 in una elegante sepoltura presso quella dei tre santi patroni della Diocesi.

## Galleria d'immagini

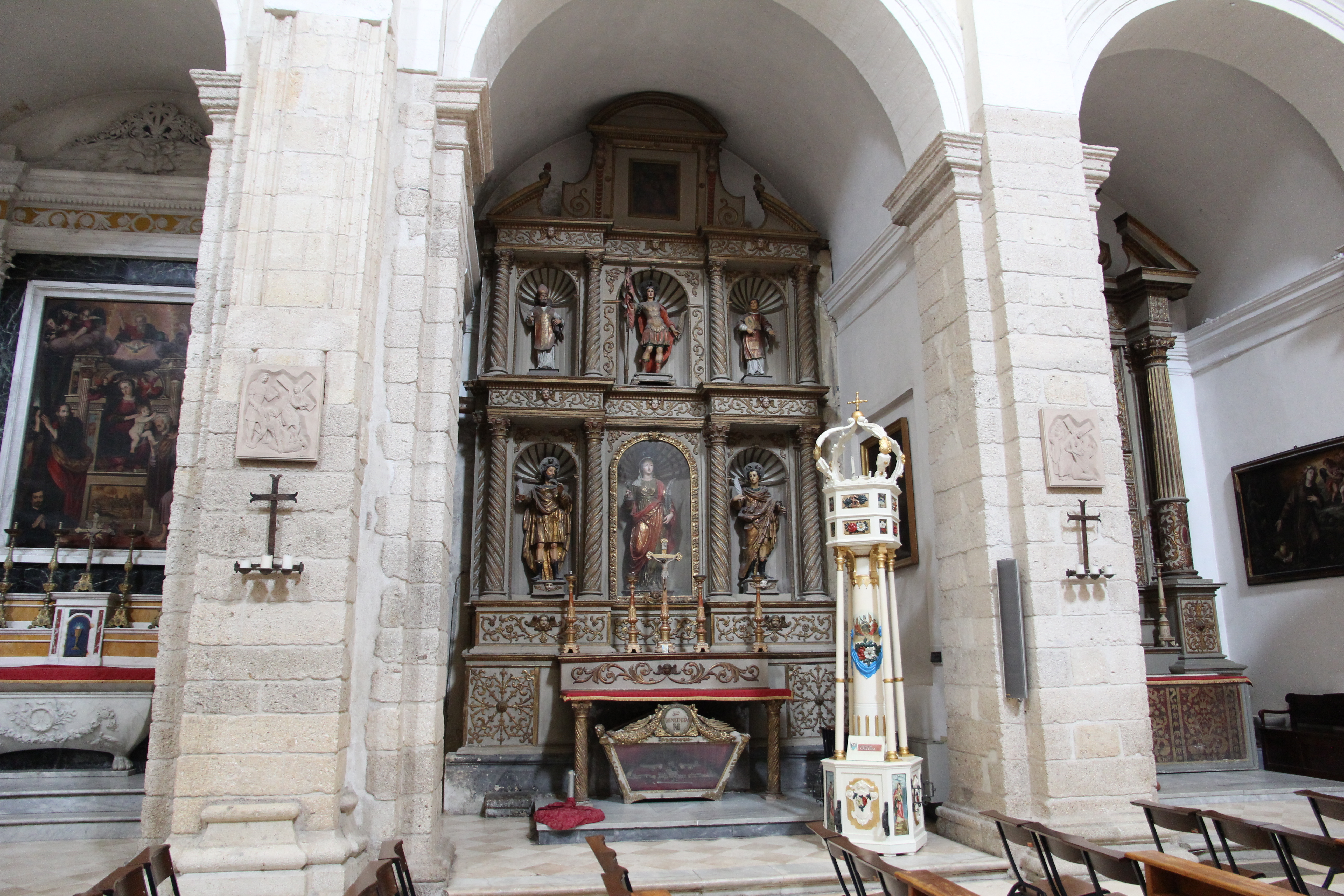
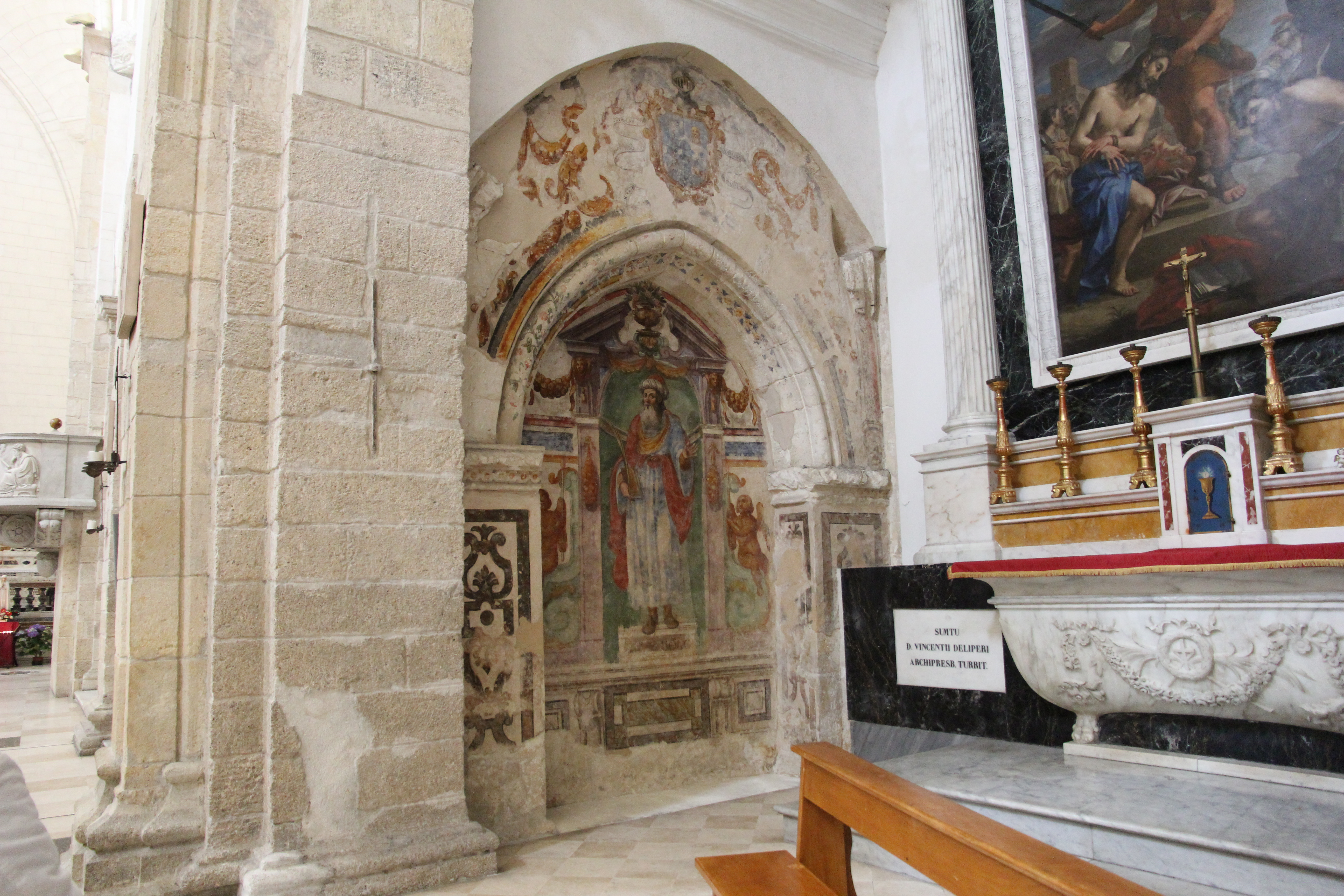
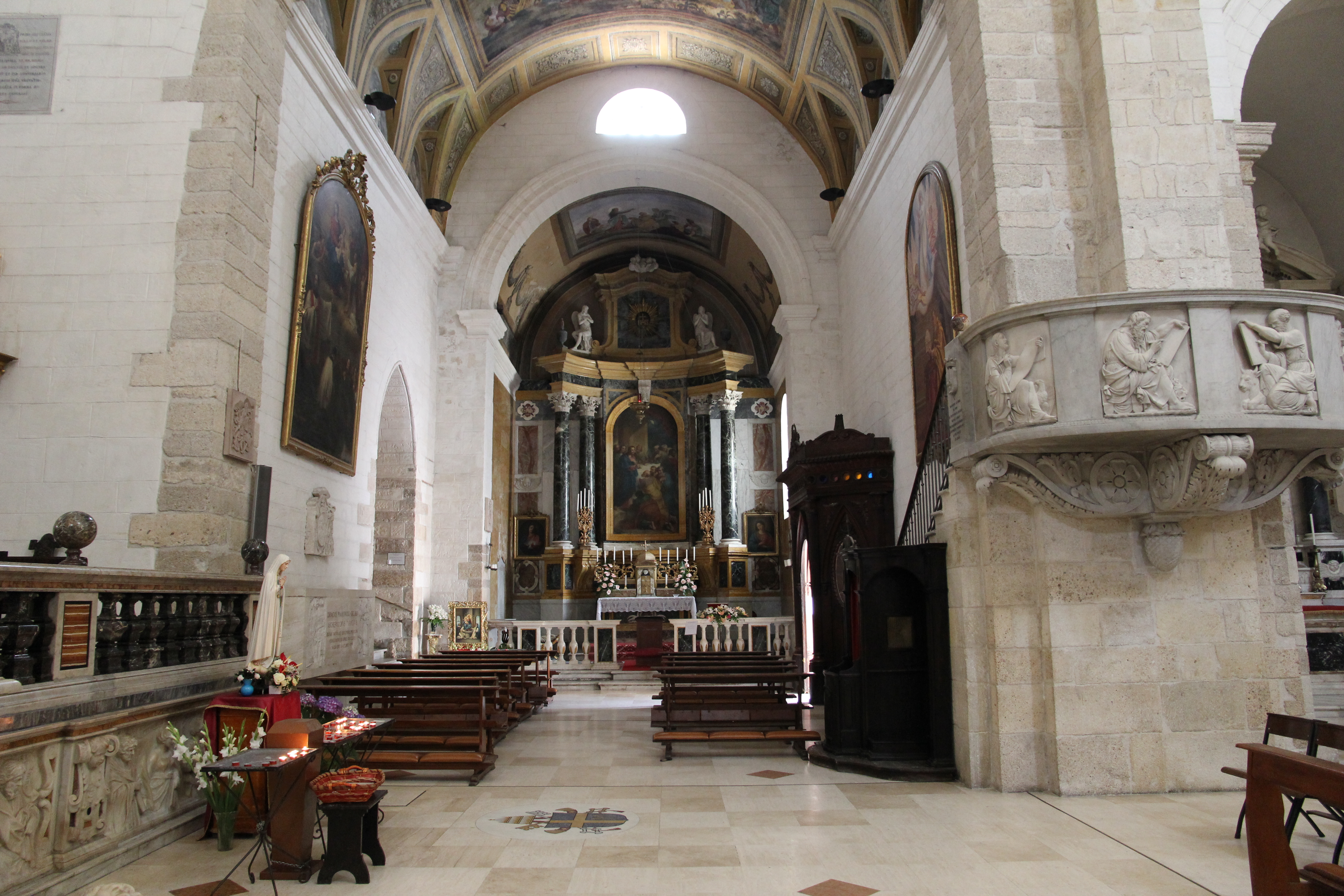
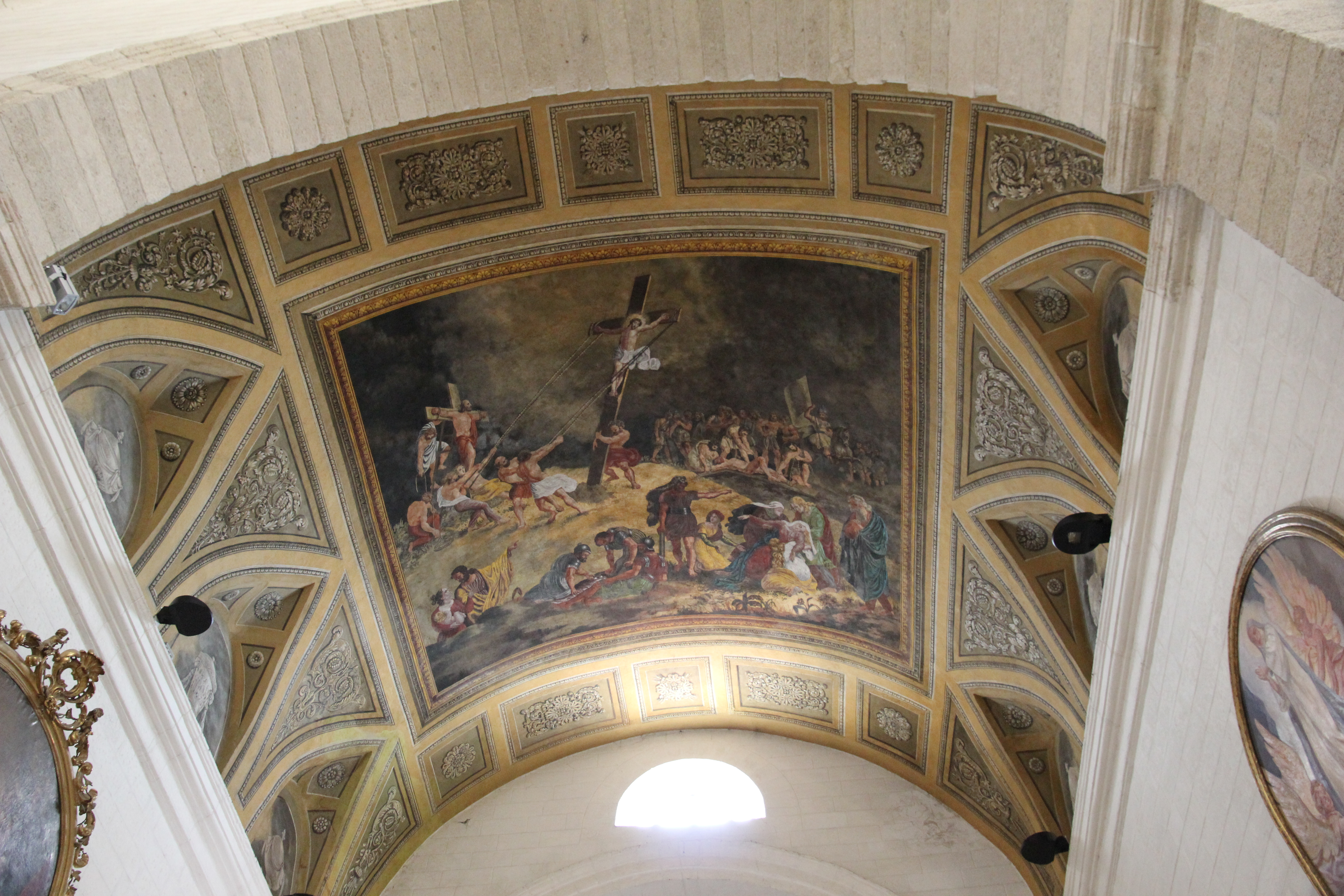